# Eredivisie 1957-58
La Eredivisie 1957-58 fue la segunda temporada de la liga de máximo nivel en los Países Bajos. El DOS ganó su primera Eredivisie.

## Descensos
| Pos. | Descendidos de la Eredivisie 1956-57 |
| ---- | ------------------------------------ |
| 17.º | Willem II                            |
| 18.º | FC Eindhoven                         |

| Pos. | Ascendidos de la Eerste Divisie 1956-57 |
| ---- | --------------------------------------- |
| 1.º  | ADO Den Haag                            |
| 1.º  | Blauw-Wit                               |

## Clasificación
| Pos. | Equipo              | Pts. | PJ | G  | E  | P  | GF | GC | Dif. | Clasificación                                |
| ---- | ------------------- | ---- | -- | -- | -- | -- | -- | -- | ---- | -------------------------------------------- |
| 1    | DOS Utrecht (C)     | 47   | 34 | 19 | 9  | 6  | 84 | 52 | +32  | Clasificado a la Copa de Campeones de Europa |
| 2    | SC Enschede         | 47   | 34 | 19 | 9  | 6  | 75 | 48 | +27  |                                              |
| 3    | AFC Ajax            | 42   | 34 | 17 | 8  | 9  | 62 | 44 | +18  |                                              |
| 4    | Fortuna 54          | 40   | 34 | 16 | 8  | 10 | 72 | 53 | +19  |                                              |
| 5    | MVV Maastricht      | 37   | 34 | 15 | 7  | 12 | 57 | 50 | +7   |                                              |
| 6    | ADO Den Haag        | 35   | 34 | 14 | 7  | 13 | 68 | 56 | +12  |                                              |
| 7    | VVV 03              | 35   | 34 | 14 | 7  | 13 | 61 | 59 | +2   |                                              |
| 8    | NAC Breda           | 35   | 34 | 15 | 5  | 14 | 69 | 70 | −1   |                                              |
| 9    | Sparta Róterdam     | 34   | 34 | 11 | 12 | 11 | 63 | 62 | +1   |                                              |
| 10   | PSV Eindhoven       | 32   | 34 | 13 | 6  | 15 | 73 | 70 | +3   |                                              |
| 11   | Feyenoord Róterdam  | 32   | 34 | 13 | 6  | 15 | 74 | 76 | −2   |                                              |
| 12   | Rapid JC            | 31   | 34 | 13 | 5  | 16 | 56 | 67 | −11  |                                              |
| 13   | Blauw-Wit Amsterdam | 30   | 34 | 11 | 8  | 15 | 56 | 59 | −3   |                                              |
| 14   | BVC Amsterdam       | 30   | 34 | 9  | 12 | 13 | 54 | 63 | −9   |                                              |
| 15   | NOAD                | 29   | 34 | 11 | 7  | 16 | 50 | 76 | −26  |                                              |
| 16   | GVAV Groningen (D)  | 28   | 34 | 10 | 8  | 16 | 58 | 63 | −5   | Acceso al desempate por el descenso          |
| 17   | USV Elinkwijk       | 28   | 34 | 10 | 8  | 16 | 47 | 71 | −24  | Acceso al desempate por el descenso          |
| 18   | BVV (D)             | 20   | 34 | 7  | 6  | 21 | 56 | 96 | −40  | Descenso a la Eerste Divisie                 |

 Fuente: RSSSF
Notas:
1. ↑  El DOS Utrecht se proclamó campeón tras ganar un partido de desempate
2. ↑  Campeón de la Copa de los Países Bajos 1957-58
3. ↑  Para la siguiente temporada el equipo pasó a jugar como DWS tras una fusión

## Desempate por el título
| DOS | 1 – 0 (t.s.) | SC Enschede |

DOS gana el campeonato y clasifica a la Copa de Campeones de Europa 1958-59.

## Desempate por el descenso
| Elinkwijk | 2 – 1 | GVAV |

GVAV desciende a la Eerste Divisie.

## Resultados
| Local \ Visitante   | ADO | AJX | AMS | BLW | BVV | DOS | ELI | FEY | FOR | GVA | MAS | NAC | NOA | PSV | RAP | SCE | SPA | VVV |
| ------------------- | --- | --- | --- | --- | --- | --- | --- | --- | --- | --- | --- | --- | --- | --- | --- | --- | --- | --- |
| ADO Den Haag        | —   | 3–1 | 3–3 | 1–0 | 0–1 | 6–2 | 1–0 | 6–3 | 1–2 | 1–1 | 0–1 | 5–0 | 0–4 | 2–0 | 2–1 | 2–4 | 3–3 | 1–0 |
| AFC Ajax            | 1–1 | —   | 3–4 | 1–0 | 3–1 | 1–0 | 1–1 | 1–2 | 2–0 | 3–2 | 4–0 | 3–1 | 1–0 | 1–2 | 1–1 | 0–0 | 2–2 | 2–1 |
| BVC Amsterdam       | 2–1 | 0–2 | —   | 1–3 | 3–1 | 0–0 | 0–1 | 1–1 | 4–1 | 0–0 | 3–2 | 3–2 | 1–1 | 0–2 | 2–3 | 2–2 | 2–2 | 6–1 |
| Blauw-Wit Amsterdam | 3–2 | 2–1 | 1–1 | —   | 1–2 | 2–2 | 1–1 | 1–4 | 3–3 | 2–3 | 1–3 | 1–1 | 1–2 | 6–3 | 1–0 | 1–0 | 0–0 | 4–1 |
| BVV                 | 2–4 | 0–1 | 3–3 | 1–2 | —   | 2–4 | 1–0 | 1–3 | 0–2 | 2–2 | 2–3 | 1–2 | 0–2 | 1–5 | 2–2 | 1–1 | 6–4 | 3–3 |
| DOS Utrecht         | 4–2 | 5–1 | 3–1 | 0–0 | 2–1 | —   | 4–1 | 6–2 | 1–0 | 4–2 | 2–1 | 5–2 | 1–1 | 2–2 | 3–2 | 0–2 | 2–1 | 6–1 |
| USV Elinkwijk       | 1–4 | 0–3 | 2–1 | 0–5 | 0–4 | 2–3 | —   | 1–0 | 1–1 | 2–3 | 3–3 | 2–1 | 1–2 | 3–3 | 2–1 | 1–0 | 3–1 | 2–2 |
| Feyenoord Róterdam  | 0–1 | 2–3 | 3–1 | 3–1 | 2–4 | 4–4 | 5–2 | —   | 1–1 | 2–1 | 3–1 | 3–1 | 4–0 | 3–2 | 5–1 | 1–1 | 1–2 | 1–3 |
| Fortuna 54          | 2–1 | 1–1 | 3–1 | 6–2 | 3–2 | 1–0 | 2–2 | 2–1 | —   | 1–2 | 0–1 | 5–5 | 1–2 | 1–0 | 3–0 | 0–2 | 1–3 | 2–2 |
| GVAV Groningen      | 3–2 | 0–1 | 2–1 | 1–0 | 1–2 | 1–2 | 0–0 | 1–3 | 1–7 | —   | 0–0 | 1–3 | 5–0 | 7–1 | 2–3 | 2–2 | 4–0 | 1–3 |
| MVV Maastricht      | 1–0 | 3–0 | 1–1 | 3–1 | 9–0 | 0–4 | 6–2 | 0–4 | 1–2 | 1–1 | —   | 2–1 | 3–1 | 0–1 | 1–1 | 2–1 | 1–1 | 0–1 |
| NAC Breda           | 0–0 | 2–1 | 1–1 | 2–5 | 4–2 | 4–0 | 1–2 | 3–1 | 4–3 | 4–1 | 0–1 | —   | 4–0 | 1–6 | 0–3 | 1–2 | 4–1 | 4–1 |
| NOAD                | 2–3 | 1–2 | 0–2 | 1–0 | 3–3 | 3–3 | 1–2 | 1–1 | 1–0 | 3–1 | 2–3 | 2–4 | —   | 3–1 | 2–0 | 2–6 | 0–3 | 2–1 |
| PSV Eindhoven       | 1–1 | 0–5 | 6–1 | 2–3 | 5–3 | 2–3 | 1–0 | 6–0 | 2–3 | 1–0 | 2–0 | 0–1 | 2–2 | —   | 4–2 | 1–1 | 1–1 | 3–0 |
| Rapid JC            | 0–4 | 2–1 | 1–2 | 3–1 | 4–1 | 1–0 | 2–1 | 3–2 | 2–3 | 1–0 | 2–2 | 1–2 | 3–1 | 3–1 | —   | 3–4 | 1–1 | 2–1 |
| SC Enschede         | 4–3 | 0–3 | 0–0 | 3–2 | 4–0 | 0–0 | 5–2 | 4–2 | 0–7 | 3–2 | 2–0 | 3–0 | 3–0 | 5–4 | 4–0 | —   | 2–0 | 3–0 |
| Sparta Róterdam     | 2–2 | 4–4 | 5–1 | 0–0 | 3–1 | 1–7 | 0–2 | 4–2 | 2–2 | 1–0 | 2–1 | 0–1 | 8–1 | 2–0 | 2–1 | 1–1 | —   | 1–2 |
| VVV 03              | 2–0 | 1–1 | 1–0 | 2–0 | 6–0 | 0–0 | 3–2 | 4–0 | 0–1 | 2–3 | 0–1 | 3–3 | 2–2 | 4–1 | 4–1 | 3–1 | 1–0 | —   |